# Прогресс МС-09
Прогресс МС-09 (по классификации НАСА Progress 70 или 70P) — грузовой космический корабль серии «Прогресс», запущенный госкорпорацией Роскосмос с помощью ракеты-носителя «Союз-2.1а» для снабжения Международной космической станции (МКС). Корабль впервые был запущен по сверхкороткой двухвитковой схеме сближения с МКС (полёт до МКС составил 3 часа 40 минут).

## Запуск
Запущен 9 июля 2018 в 21:51 UTC с помощью РН «Союз-2.1а». После оценки параметров выводов космического корабля на орбиту было принято решение использовать двухвитковую схему, которую планировалось применить при выведении предыдущих ТГК «Прогресс МС-07» и «Прогресс МС-08», запущенных, в итоге, по традиционной двухсуточной схеме.

## Стыковка
Корабль был впервые запущен по сверхкороткой двухвитковой схеме. Уже приблизительно через 3 часа 40 минут (вместо прежних двух суток), 10 июля 2018 года в 01:31 UTC, грузовик успешно пристыковался к модулю «Пирс» российского сегмента МКС.

## Расстыковка и затопление в океане
Команда на отстыковку корабля от станции была выдана в 12:53 UTC. В этот же день он был сведен с орбиты и затоплен в несудоходном районе Тихого океана, а несгоревшие в атмосфере обломки корабля «Прогресс МС-09» приводнились в несудоходном районе Тихого океана.

## Груз
«Прогресс МС-09» доставил на МКС топливо, расходные материалы, научное оборудование, провиант, посылки для экипажа, а также скафандр «Орлан-МКС» № 5 и научно-образовательные спутники «СириусСат-1» и «СириусСат-2», собранные школьниками совместно со специалистами компании «СПУТНИКС» на базе стандартизированной платформы.